# Roy Kim
Roy Kim (Hàn văn: 로이킴), tên thật là Kim Sang-woo (Hàn văn: 김상우, Hán tự: 金相宇, Hán-Việt: Kim Tướng Vũ hay Kim Tương Vũ, do chữ 相 có 2 cách phiên âm), sinh ngày 3/7/1993, là ca sĩ Hàn Quốc, người giành giải quán quân của chương trình Superstar K Lưu trữ ngày 31 tháng 12 năm 2010 tại Wayback Machine của đài truyền hình mnet Hàn Quốc mùa thứ 4.

## Lý lịch
Roy được sinh ra tại Hàn Quốc. Sau khi hoàn thành bậc tiểu học, Roy theo gia đình (gồm cha mẹ và chị gái) sang sinh sống tại Asheville, Bắc Carolina, Hoa Kỳ, và theo học bậc trung học tại đây. Roy đã theo học chuyên ngành Quản trị Kinh doanh của trường Đại học Georgetown, thủ đô Washington, D.C., Hoa Kỳ. Do liên quan đến bê bối xâm hại tình dục, anh đã bị sinh viên trường Georgetown đề nghị ban giám hiệu không cấp bằng. Tuy nhiên, anh vẫn được tốt nghiệp vào năm 2019 nhưng không tham gia buổi lễ trao bằng. Vào tháng 2 năm 2020, anh được toà án tuyên bố vô tội.
Năm 2012, Roy tham gia chương trình Superstar K Lưu trữ ngày 31 tháng 12 năm 2010 tại Wayback Machine của đài truyền hình mnet Hàn Quốc mùa thứ 4 và giành giải quán quân. Anh chính thức ra mắt và khởi đầu sự nghiệp của mình bằng màn biểu diễn tại lễ trao giải Mnet Asian Music Awards năm 2012.

## Danh sách đĩa nhạc

### Đĩa đơn
- Passing by (2012)
- BOMBOMBOM (2013)

### Album
- Flowering Season (2017)

## Liên kết
- Trang chủ Lưu trữ ngày 9 tháng 5 năm 2013 tại Wayback Machine
- Trang Twitter chính thức
- Trang Twitter cá nhân
- Trang Facebook chính thức
- Kênh YouTube cá nhân
- Kênh Telly chính thức